# Chartley Castle
Chartley Castle är ett slott i Storbritannien.   Det ligger i grevskapet Staffordshire och riksdelen England, i den södra delen av landet, 190 km nordväst om huvudstaden London. Chartley Castle ligger 116 meter över havet.
Terrängen runt Chartley Castle är platt, och sluttar söderut. Runt Chartley Castle är det ganska tätbefolkat, med 248 invånare per kvadratkilometer. Närmaste större samhälle är Cannock, 18,4 km söder om Chartley Castle. Trakten runt Chartley Castle består i huvudsak av gräsmarker.